# У Чен'ень
У Чен’ень (кит.: 吳承恩, *1500 — †1582) — китайський новеліст та поет Династії Мін. Народився в місті Хуаінан, провінція Цзянсу, Китай. Більш як десять років навчався в Нанкінському університеті.
Найвідоміший твір «Подорож на Захід» написаний У Чен’енем в 1570 році. Роман «Подорож на захід» став засновником жанру фантастичної або героїко-фантастичної епопеї. Оповідання про пригоди Сунь Укуна — царя мавп — стало одним з улюбленіших в Китаї та одним з найвідоміших за кордоном.